# ۵مینست
۵مینست (به انگلیسی: 5miinust) گروه موسیقی اهل استونی است.
آن‌ها به همراه گروه پولوپ نماینده استونی در یوروویژن ۲۰۲۴ بودند.